# Азім-Сірма
Азі́м-Сі́рма (рос. Азим-Сирма, чув. Аçăм Çырми) — присілок у складі Вурнарського району Чувашії, Росія. Адміністративний центр Азімсірминського сільського поселення.
Населення — 428 осіб (2010; 449 у 2002).
Національний склад:
- чуваші — 100 %